# 船帆座IV
船帆座IV，又名CP-52 2980，HD 86466、SAO 237526、HR 3941，是船帆座的一颗恒星，视星等为6.12，位于銀經278.2，銀緯1.66，其B1900.0坐标为赤經9h 53m 33.4s，赤緯-52° 1.66′ 45″。